# Teleocichla gephyrogramma
Teleocichla gephyrogramma är en fiskart som beskrevs av Kullander, 1988. Teleocichla gephyrogramma ingår i släktet Teleocichla och familjen Cichlidae. Inga underarter finns listade i Catalogue of Life.